# Garam József
Garam József, születési nevén Goldstein József (Budapest, 1920. április 20. – 2004. február 11.) magyar közgazdász, újságíró.

## Életpályája
Goldstein Simon (1894–1969) kereskedősegéd és Milhoffer Ilona fiaként született zsidó családban. Családnevét apjához hasonlóan a második világháborút követően Goldsteinről Garamra magyarosította.
1937–1943 között szabósegédként dolgozott. 1943-ban illegalitásba kényszerült és ez idő alatt épületüvegesként dolgozott. A felszabadulás után a Közellátási Kormánybiztosság ellenőrzési főosztályának, majd a Gazdasági Főtanács munkatársaként működött. Ez utóbbi állásában részt vett egyebek között a forint megteremtésében. 1946-ban alakult meg a Magyar Állami Szénbányák (MÁSZ), melynek egyik igazgatójává nevezték ki. 1948-ig dolgozott itt, ahonnan a városházára került. Megbízták a házak államosításával, valamint a Közületi Ingatlankezelő Központ létrehozásával. 1950–1952 között a Központi Statisztikai Hivatal kereskedelmi, 1952-től 5 évig az ipari főosztály vezetője volt. 1953–1956 között a Marx Károly Közgazdaságtudományi Egyetemen folytatta tanulmányait, s már a diplomája megszerzése előtt tanított is az egyetemen. 1957–1985 között a Figyelő című hetilap szerkesztője, majd főszerkesztője volt. 1985-ben nyugdíjba vonult. 1986–1987-ben a pénzügyminisztérium tanácsadója volt.

### Magánélete
1946-ban házasságot kötött Vári Hedviggel. Két gyermekük született: Katalin (1947) és Garam Zsuzsa (1954–1989) zongoraművész.

## Művei
- Kereskedelmi statisztika (társszerző, 1954)
- Milyen volt a gazdasági helyzetkép 1968-ban? (1969)
- Bagota Béla–Garam József: 25 kérdés és válasz gazdaságpolitikai kérdésekről. Interjú Nyers Rezső elvtárssal; Kossuth, Budapest, 1969
- A népgazdaság fejlesztésének negyedik, ötödik és hatodik ötéves terve (társszerző, 1971, 1976, 1981)
- Mit kell tudni az éves népgazdasági tervekről (társszerző, 1972-1988)
- A szocialista gazdaság irányításának néhány magyarországi tapasztalata; szerk. Garam József, Varga György; Kossuth, Budapest, 1987
- Hungary's experiences in the management of socialist economy (A szocialista gazdaság irányításának néhány magyarországi tapasztalata); szerk. Garam József, Varga György; Corvina, Budapest, 1988

## Díjai, elismerései
- Munka Érdemrend (1955, 1960)[5]
- Rózsa Ferenc-díj második fokozat (1964)[6]
- Munka Érdemrend arany fokozata (1969)
- Szocialista Magyarországért érdemrend (1982)
- Széchenyi-emlékérem (1992)
- Aranytoll (1992)